# 斯捷帕尼夫卡 (克拉斯尼奧克尼區)
47°30′33″N 29°15′1″E / 47.50917°N 29.25028°E
斯泰帕尼夫卡（烏克蘭語：Степанівка）是位於烏克蘭西南部的村莊，由敖德萨州波季利斯克区的奧克尼市鎮負責管轄。該村始建於1824年，面積0.86平方公里，海拔高度149米，2001年人口319，人口密度每平方公里370.93人。